# Dudzele
Dudzele és un antic municipi de Bèlgica a la província de Flandes Occidental, que des del 1971 va fusionar amb la ciutat de Bruges. El 2014, el poble tenia 2565 habitants, sobre una superfície de 21,92 hectàrees.
Limita a ponent amb el Boudewijnkanaal, a migdia amb Koolkerke al sud-est amb Bruges, a llevant amb Oostkerke (Damme) i al nord amb Lissewege i el port de Bruges. A més dels dos canals majors relativament recents, és un típic poble de pòlder, creuat per una multitud de petits rius, priels i recs de desguàs que es van millorar des de l'edat mitjana. Amb l'expansió del port de Bruges va perdre molt territori.
Des del 1109 Dudzele pertanyia al capítol de Sant Donacià. El topònim indica un origen fràncic, Dudo és probablement un nom, i -zele indica un lloc elevat o una granja d'ovelles, sovint la primera ramaderia als prats encara força humits recentment guanyats al mar. Fins al segle xix el poble queda quasi sense canviar, amb una concentració de cases entorn de l'església, uns molins de vent i unes masies disperses. Aprofitant la bona argila a Ramskapelle i Dudzele es van crear des del segle xiv petites bòbiles per abastar la ciutat de Bruges, en plena expansió, una activitat que va fer viure molta gent per la fabricació i el transport.
La construcció del Boudewijnkanaal des del 1899 va canviar la fesomia: el poble va perdre unes 88 hectàrees. Unes velles masies, el castell de Pathoeke (segle XIV) i albergs van ser sacrificades per al canal i els polígons industrials. Al mateix temps es va construir el ferrocarril Brugge-Zeebrugge al qual Dudzele rep una estació. Des del 1971 comencen grans treballs per eixamplar el port marítim, per fer-ne un port internacional. De nou, terres de conreu i velles masies són sacrificades. A migdia, nord i ponent, la pressió demogràfica des de Bruges contribueix a la urbanització i es perd molt del típic paisatge de pòlders.

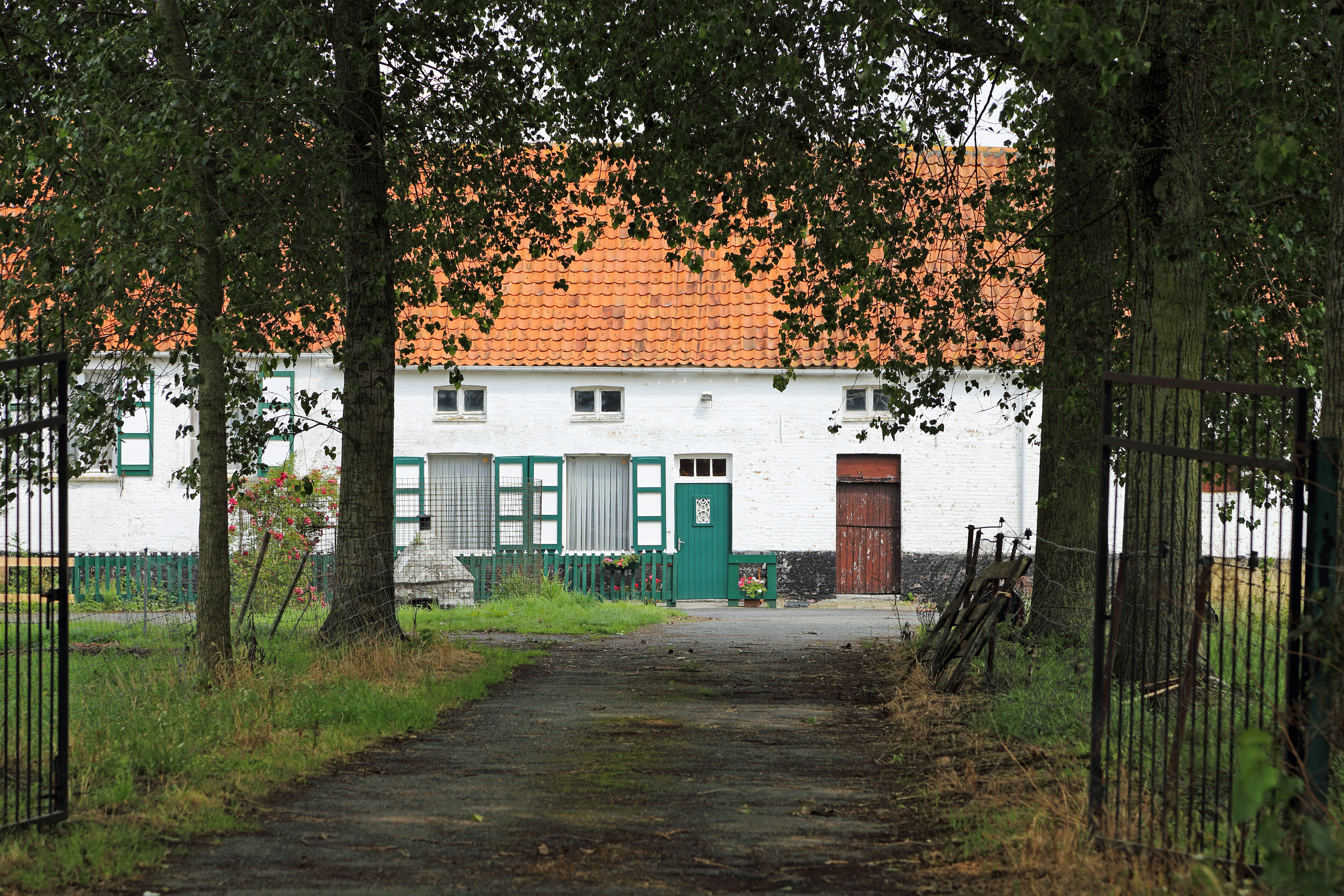
Masia «Twee Poorten» (dues portes)
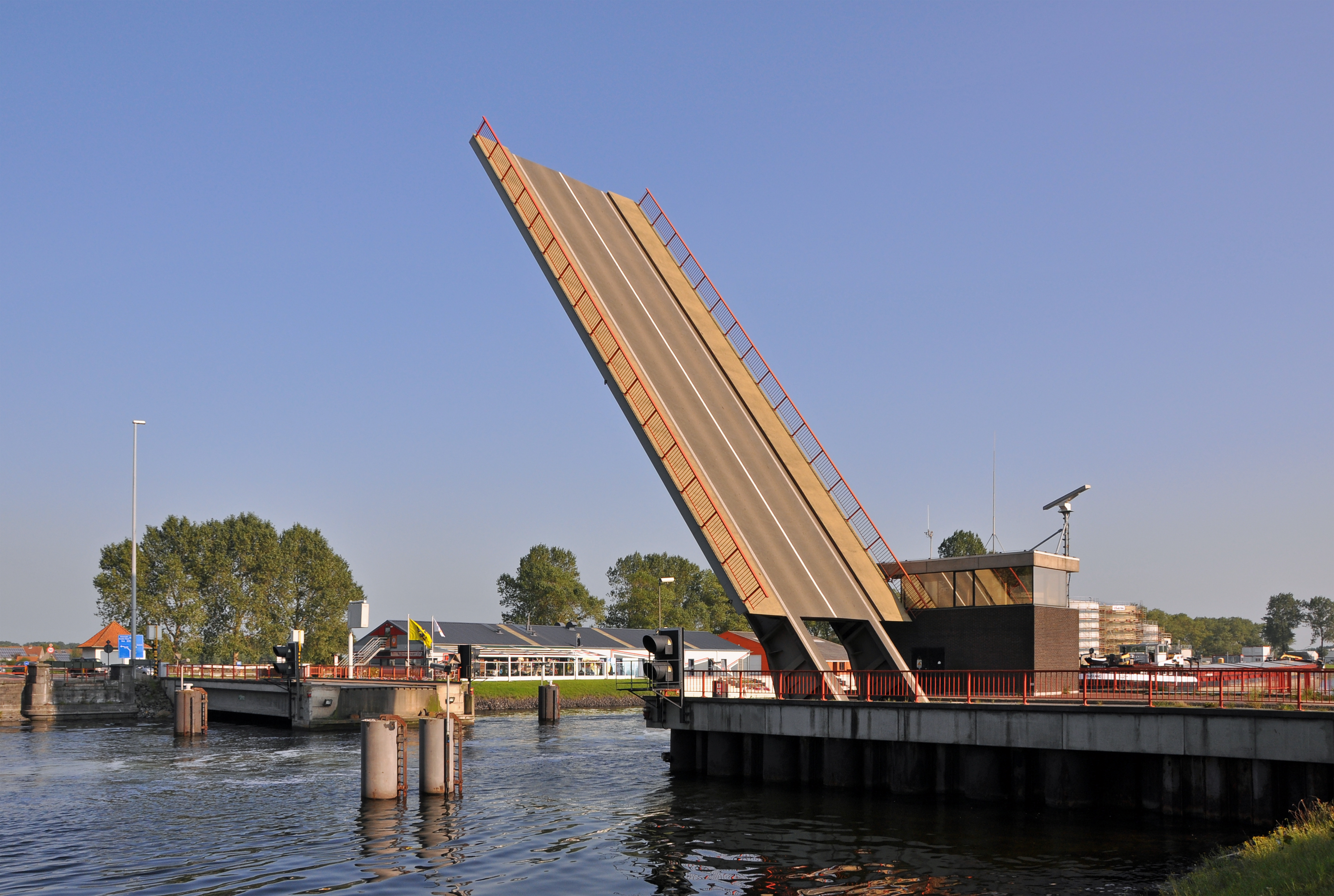
pont «Herdersbrug» al Boudewijnkanaal
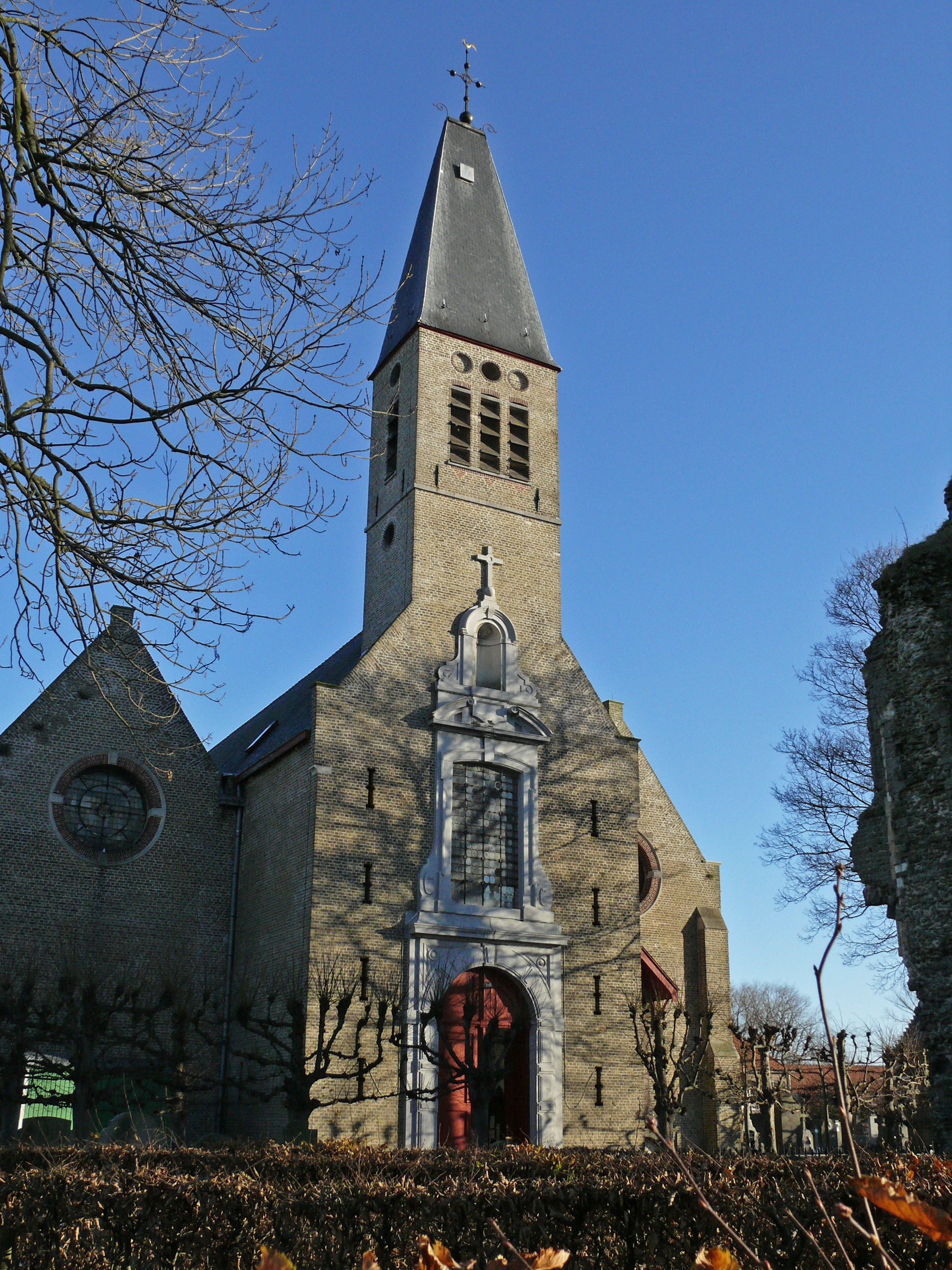
Església de Sant Pere
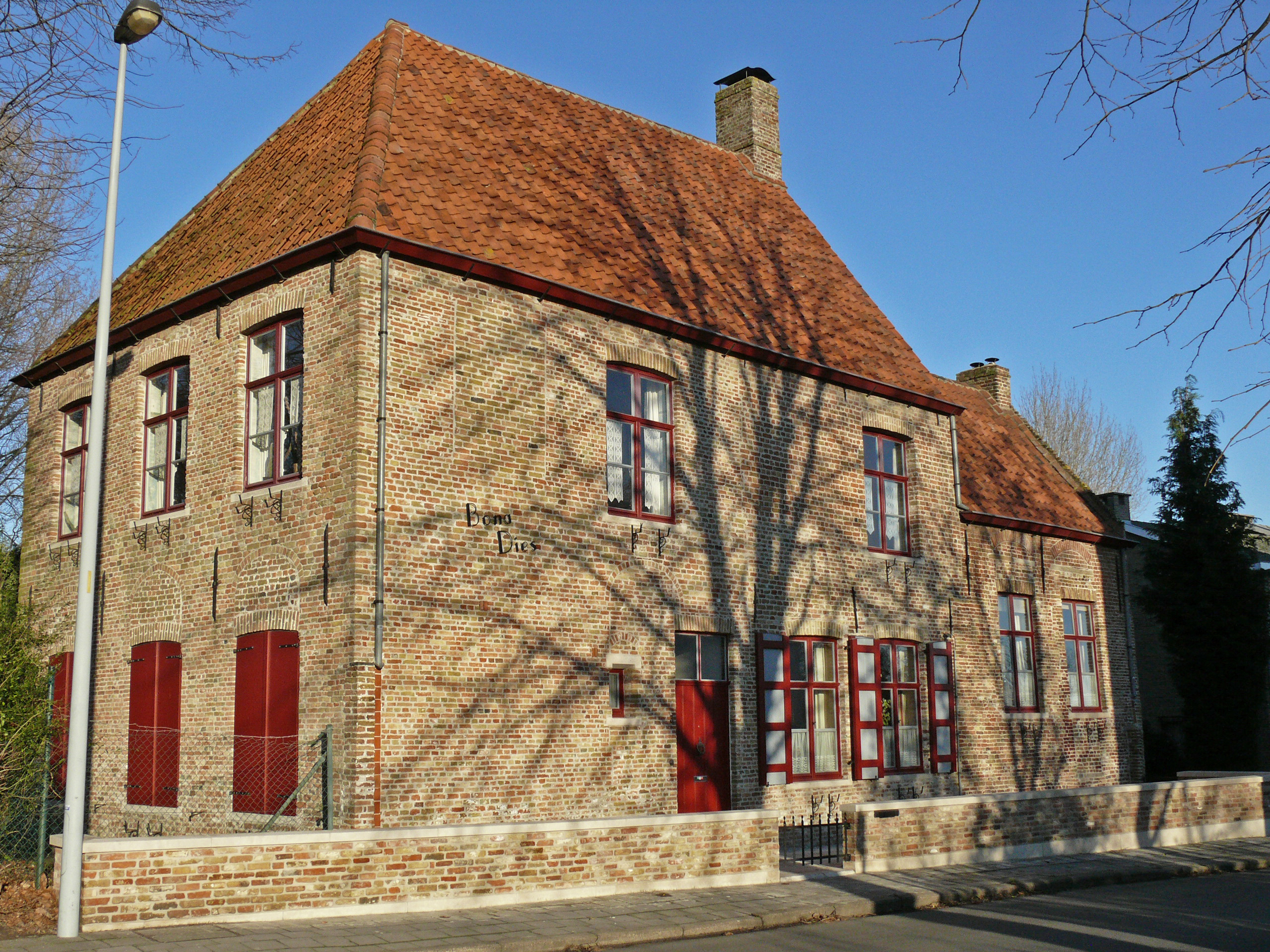
Casal Bona Dies (segle XV)